# Phthalate

Cấu trúc hóa học chung của orthophthalates. (R và R' là các trình tự chung)

Phthalate là một chất hóa học được thêm vào trong quá trình sản xuất nhựa, sơn nhằm làm thay đổi tính chất cơ bản của vật liệu.

## Tác dụng
Nó có thể làm cho nhựa cứng hơn, dẻo hơn, trong suốt hơn hoặc làm cho sơn cứng hơn tùy theo loại Phthalate. Nó cũng được dùng làm chất hòa tan, thường có mặt trong các sản phẩm nội thất ô tô, gạch lát sàn, áo mưa, giả da, sản phẩm đóng gói thực phẩm, dung môi làm bóng móng và mỹ phẩm khác

## Lịch sử
Sự phát triển của xenlulo nitrate vào năm 1846 đã dẫn đến việc phát minh ra dầu thầu dầu vào năm 1856 dùng để sử dụng như là chất làm mềm dẻo đầu tiên. Vào năm 1870, chất long não trở nên phổ biến hơn và khả năng làm mềm dẻo so với xenlulo nitrat. Những chất Phthalate đầu tiên được giới thiệu vào những thập niên 1920 và nhanh chóng thay thế chất long não dễ bay hơi và có mùi này. Vào năm 1931, khả năng thương mại của chất PVC và sự phát triển của Di(2-ethylhexyl) phthalate làm bùng nổ sự phát triển ngành công nghiệp nhựa PVC.

## Các loại Phthalate thông dụng
| Tên                           | Viết tắt  | Công thức hóa học                   | Số CAS     |
| ----------------------------- | --------- | ----------------------------------- | ---------- |
| Dimethyl phthalate            | DMP       | C6H4(COOCH3)2                       | 131-11-3   |
| Diethyl phthalate             | DEP       | C6H4(COOC2H5)2                      | 84-66-2    |
| Diallyl phthalate             | DAP       | C6H4(COOCH2CH=CH2)2                 | 131-17-9   |
| Di-n-propyl phthalate         | DPP       | C6H4[COO(CH2)2CH3]2                 | 131-16-8   |
| Di-n-butyl phthalate          | DBP       | C6H4[COO(CH2)3CH3]2                 | 84-74-2    |
| Diisobutyl phthalate          | DIBP      | C6H4[COOCH2CH(CH3)2]2               | 84-69-5    |
| Butyl cyclohexyl phthalate    | BCP       | CH3(CH2)3OOCC6H4COOC6H11            | 84-64-0    |
| Di-n-pentyl phthalate         | DNPP      | C6H4[COO(CH2)4CH3]2                 | 131-18-0   |
| Dicyclohexyl phthalate        | DCP       | C6H4[COOC6H11]2                     | 84-61-7    |
| Butyl benzyl phthalate        | BBP       | CH3(CH2)3OOCC6H4COOCH2C6H5          | 85-68-7    |
| Di-n-hexyl phthalate          | DNHP      | C6H4[COO(CH2)5CH3]2                 | 84-75-3    |
| Diisohexyl phthalate          | DIHxP     | C6H4[COO(CH2)3CH(CH3)2]2            | 146-50-9   |
| Diisoheptyl phthalate         | DIHpP     | C6H4[COO(CH2)4CH(CH3)2]2            | 41451-28-9 |
| Butyl decyl phthalate         | BDP       | CH3(CH2)3OOCC6H4COO(CH2)9CH3        | 89-19-0    |
| Di(2-ethylhexyl) phthalate    | DEHP, DOP | C6H4[COOCH2CH(C2H5)(CH2)3CH3]2      | 117-81-7   |
| Di(n-octyl) phthalate         | DNOP      | C6H4[COO(CH2)7CH3]2                 | 117-84-0   |
| Diisooctyl phthalate          | DIOP      | C6H4[COO(CH2)5CH(CH3)2]2            | 27554-26-3 |
| n-Octyl n-decyl phthalate     | ODP       | CH3(CH2)7OOCC6H4COO(CH2)9CH3        | 119-07-3   |
| Diisononyl phthalate          | DINP      | C6H4[COO(CH2)6CH(CH3)2]2            | 28553-12-0 |
| Di(2-Propyl Heptyl) phthalate | DPHP      | C6H4[COOCH2CH(CH2CH2CH3)(CH2)4CH3]2 | 53306-54-0 |
| Diisodecyl phthalate          | DIDP      | C6H4[COO(CH2)7CH(CH3)2]2            | 26761-40-0 |
| Diundecyl phthalate           | DUP       | C6H4[COO(CH2)10CH3]2                | 3648-20-2  |
| Diisoundecyl phthalate        | DIUP      | C6H4[COO(CH2)8CH(CH3)2]2            | 85507-79-5 |
| Ditridecyl phthalate          | DTDP      | C6H4[COO(CH2)12CH3]2                | 119-06-2   |
| Diisotridecyl phthalate       | DIUP      | C6H4[COO(CH2)10CH(CH3)2]2           | 68515-47-9 |

## Tác hại
Theo nghiên cứu của trường Y tế cộng đồng Mailman thuộc Đại học Columbia, Mỹ đăng trên tạp chí Triển vọng về môi trường sức khỏe (Environmental Health Perspectives), phthalate có những tác hại:
- Gây hại cho sự phát triển trí não, phát triển hành vi và sự phối hợp giữa các cơ ở trẻ.
- Tác động đến hàm lượng hormone tuyến giáp vốn đóng vai trò quan trọng đối với sự phát triển não của thai nhi và trẻ sơ sinh.
- Giảm testosterone (kích thích tố sinh dục nam) quan trọng cho việc phát triển giới tính nam. Những phát hiện này ít nhất là một cảnh báo mới trong khi thế giới vẫn tranh cãi về tác hại phthalates và có nên cấm sử dụng loại hóa chất này hay không.

## Tiêu chuẩn
Hiện tại, có một số loại Phthalate đang bị cấm sử dụng ở thị trường Mỹ gồm:
- Butyl benzyl phthalate (BBP)
- Dibutyl phthalate (DBP)
- Di-2-ethylhexyl phthalate (DEHP) hay còn gọi là Dioctyl phthalate
- Di-n-octyl phthalate (DNOP)
- Di-iso-nonyl phthalate (DINP)
- Di-iso-decyl phthalate (DIDP)
- Dihexyl phthalate (DnHP)

Hàm lượng các chất trên phải nhỏ hơn 0.1% theo mỗi chất. Nhưng đối với bang California thì có quy định thêm là tổng của 3 chất BBP, DBP và DEHP hoặc DNOP, DINP và DIDP phải nhỏ hơn 0.1%
Ngoài ra, thị trường châu Âu còn quy định rất nhiều loại Phthalate khác. Các chất này được xếp vào 1 danh sách gọi là REACH.